# Tweede Kamerverkiezingen in het kiesdistrict Onderdendam
Tweede Kamerverkiezingen in het kiesdistrict Onderdendam geeft een overzicht van verkiezingen voor de Nederlandse Tweede Kamer in het kiesdistrict Onderdendam in de periode 1848-1850.
Het kiesdistrict Onderdendam werd ingesteld na de grondwetsherziening van 1848.  Tot het kiesdistrict behoorden de volgende gemeenten: Aduard, 
Baflo, 
Bedum, 
Eenrum, 
Ezinge, 
Grijpskerk, 
Grootegast, 
Kantens, 
Kloosterburen, 
Leek, 
Leens, 
Marum, 
Middelstum, 
Oldehove, 
Oldekerk, 
Ulrum, 
Usquert, 
Warffum, 
Winsum en 
Zuidhorn.
Het kiesdistrict Onderdendam vaardigde in deze periode per zittingsperiode één lid af naar de Tweede Kamer. 
Legenda
- cursief: in de eerste verkiezingsronde geëindigd op de eerste of tweede plaats, en geplaatst voor de tweede ronde;
- vet: gekozen als lid van de Tweede Kamer.

## 30 november 1848
De verkiezingen werden gehouden na ontbinding van de Tweede Kamer, na inwerkingtreding van de herziene grondwet.
|                  | 30 november | 11 december |
| ---------------- | ----------- | ----------- |
| Kiesgerechtigden | 1.568       | 1.568       |
| Opkomst          | 847         | 727         |
| Geldige stemmen  | 844         | 722         |
| Blanco stemmen   | 0           | 4           |
| Kandidaten       |             |             |
| G. Reinders      | 357         | 559         |
| A. Oudeman       | 113         | 163         |
| J.G. Allershof   | 96          |             |
| R. Westerhoff    | 94          |             |
| A. Beckeringh    | 59          |             |
| P. Brongers      | 36          |             |

## Opheffing
In 1850 werd het kiesdistrict Onderdendam opgeheven. De gemeenten Kantens, Middelstum en Usquert werden toegevoegd aan het al bestaande kiesdistrict Appingedam dat werd omgezet in een meervoudig kiesdistrict, de overige gemeenten aan het nieuw ingestelde kiesdistrict Zuidhorn.